# Eberhard Rosenblad (1858–1929)
Eberhard Rosenblad, född 18 januari 1858, död 8 maj 1929, var en svensk friherre, militär och förste hovstallmästare.

## Biografi
Rosenblad blev underlöjtnant vid Livregementets dragoner 1879 och utnämndes till major 1907. Rosenblad blev stallmästare vid Kungliga Hovstaterna och chef för kronprins Gustafs hovstall 1901, hovstallmästare 1908 och 1912 förste hovstallmästare och chef för H.M. Konungens hovstall.
Rosenblad var son till majoren friherre Eberhard Rosenblad och grevinnan Charlotta Agneta Posse född i grevliga ätten Posse samt bror till Carl Rosenblad. Bröderna Rosenblad är begravda på Solna kyrkogård.

## Utmärkelser

### Svenska utmärkelser
- Konung Oscar II:s och Drottning Sofias guldbröllopsminnestecken, 1907.[5]
- Kronprins Gustafs och Kronprinsessan Victorias silverbröllopsmedalj, 1906.[5]
- Kommendör med stora korset av Nordstjärneorden, 6 juni 1926.[7]
- Kommendör av första klassen av Nordstjärneorden, 12 mars 1920.[8]
- Kommendör av första klassen av Vasaorden, 30 september 1914.[9]
- Kommendör av andra klassen av Vasaorden, 5 juni 1909.[10]
- Riddare av första klassen av Svärdsorden, 1900.[11]

### Utländska utmärkelser
- Storkorset av Belgiska Kronorden, tidigast 1925 och senast 1928.[12][13]
- Storkorset av Danska Dannebrogorden, tidigast 1921 och senast 1925.[12][14]
- Kommendör av första graden av Danska Dannebrogorden, senast 1915.[5]
- Storkorset av Finlands Vita Ros’ orden, 1919.[15]
- Riddare av storkorset av Italienska kronorden, tidigast 1910 och senast 1915.[4][5]
- Riddare av storkorset av Nederländska Oranien-Nassauorden, tidigast 1921 och senast 1925.[12][14]
- Storkorset av Norska Sankt Olavs orden, tidigast 1918 och senast 1921.[14][16]
- Riddare av första klassen av Ryska Sankt Stanislausorden, 1909.[4][17]
- Kommendör av första klassen av Badiska Zähringer Löwenorden, 1908.[17][18]
- Riddare av andra klassen med kraschan av Preussiska Kronorden, 1908.[17][18]
- Kommendör av första klassen av Brittiska Victoriaorden, 1908.[17][18]
- Kommendör av Franska Hederslegionen, 1908.[17][18]
- Riddare av Badiska Berthold I av Zähringens orden, senast 1905.[3]